# Порушення статевого розвитку
Порушення статевого розвитку (ПСР, англ. Disorders of sex development, DSD), також відоме як відмінності в статевому розвитку та варіації статевих характеристик,  є захворюваннями, що стосуються репродуктивної системи. Ці терміни стосуються "вроджених станів, при яких хромосомний розвиток або розвиток анатомічної статі є нетиповим". 
Цей термін є суперечливим, дослідження показали, що часто люди зазнають негативного впливу, а термінологія впливає на вибір та використання медичних послуг.  Всесвітня організація охорони здоров’я та багато медичних журналів досі згадують ПСР як інтерсексуальні риси або умови.  Рада Європи  та Міжамериканська комісія з прав людини  закликали переглянути огляд медичних класифікацій.   

## Огляд
Соціальний та медичний прикметник, який часто використовують для людей з ПСР, - «інтерсекс».  Батьки з дітьми з ПСР та клініцисти, які беруть участь у лікуванні ПСР, зазвичай намагаються чітко розмежувати біологічну стать, соціальний гендер та сексуальну орієнтацію. Це допомагає зменшити плутанину щодо різниці між тим, що є інтерсексуальність, трансгендерність та гей/лесбійка.
Найбільш поширеним ПСР є вроджена гіперплазія надниркових залоз, в результаті якої у людини з жіночими (XX) хромосомами статеві органи виглядають дещо по-чоловічому. У легких випадках це призводить до дещо збільшеного клітора, тоді як у більш важких випадках може бути важко ухвалити рішення щодо статі дитини, чи є дитина чоловіком чи жінкою (двозначні статеві органи). Такий ефект викликаний проблемою з наднирковими залозами і зазвичай лікується щоденним прийманням ліків, щоб замінити або доповнити відсутні гормони надниркових залоз. (Коли ця проблема з наднирниками виникає у людей з чоловічими (XY) хромосомами, результатом є надмірна маскулінізація та передчасне статеве дозрівання).
Інше поширене ПСР- це синдром нечутливості до андрогенів, також відомий як "синдром фемінізації яєчок", коли людина з чоловічими (XY) хромосомами не реагує на тестостерон звичайним способом. В результаті тіло людини, певною мірою має жіночий вигляд. При повному синдромі нечутливості до андрогенів результатом є абсолютно жіночий вигляд, включаючи типовий розвиток жіночих грудей. Отже, більшість молодих жінок із синдром нечутливості до андрогенів не знають про свій стан до раннього підліткового віку, коли у них не починається менструація. У більш легкій формі, яка називається синдромом часткової андрогенної нечутливості, статеві органи можуть варіюватися від переважно жіночих до майже повністю чоловічих. Деякі люди думають про себе як про жінок чи дівчат, інші вважають себе чоловіками чи хлопцями, а деякі вважають себе небінарними.
Одним з найпоширеніших ПСР є дефіцит 5-альфа-редуктази (5ARD). Це спричинено дефіцитом ферменту, який перетворює тестостерон у ДГТ на початку життя. ДГТ необхідний для розвитку зовнішніх чоловічих статевих органів. Тому в цьому стані людина з чоловічими (XY) хромосомами має тіло, яке здається жіночим до полового дозрівання. Після початку статевого дозрівання стають доступними інші ферменти, що активують тестостерон, і організм незабаром набуває чоловічого вигляду, мошонка та пеніс зазвичай досягають типових або майже типових розмірів. Якщо діагноз 5ARD діагностують у молодому віці, дитину часто виховують хлопчиком (бразильське дослідження 1996 року показало, що більшість дорослих із таким захворюванням вважають себе чоловіками,  але це було поставлене під сумнів у деяких останніх дослідженнях). 
Існує також кілька рідкісних типів ПСР, в деяких випадках неможливо поставити чіткий діагноз основного захворювання.

### Генітальна анатомія

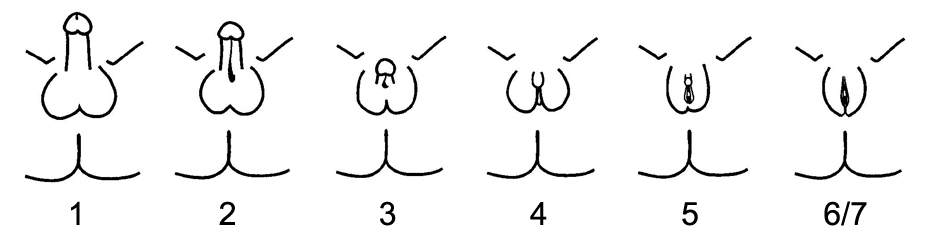
Шкала Квіглі - метод опису розвитку статевих органів

Пеніс (чоловіки) і клітор (жінки) мають взаємне походження, обидва вони виникають із зародкової структури, яка називається первинним фалосом. У типових чоловіків уретра розташована на кінчику статевого члена, тоді як у типових жінок уретра розташована нижче основи клітора. Також можливо мати отвір уретри, розташований уздовж стовбура; цей стан відомий як гіпоспадія.

### Права людини та проблеми громади
Термін ПСР (і особливо його асоціація з медичними розладами ) є суперечливим. Термінологія відображає глибшу розбіжність щодо того, наскільки інтерсексуальні стани вимагають медичного втручання, доцільність певних втручань і чи повинні лікарі та батьки ухвалювати безповоротні рішення щодо лікування від імені маленьких дітей, якщо стан не загрожує життю.
- Використання терміна "порушення статевого розвитку" є суперечливим серед багатьох активістів та громадських організацій через ярлик "розлади або порушення". [11] [12] [13] [14] Багато урядів та міжнародних установ використовують термін "інтерсекс" на відміну від "ПСР" або вимагають перегляду медичних класифікацій. [5] [6] У травні 2019 року понад 50 організацій, очолюваних інтерсексуалами, підписали спільну багатомовну заяву, в якій засуджують використання терміна "порушення статевого розвитку" у Міжнародній класифікації хвороб, вказуючи, що це завдає "шкоди" та сприяє порушенню прав людини. [15] [16] [17] [18] [19]
- У заяві 2006 р. Консенсус щодо управління інтерсексуальними розладами вказуєть, що "такі терміни, як інтерсекс, псевдогермафродитизм, гермафродитизм, зміна статі та діагностичні мітки на основі статі є особливо суперечливими, можуть сприйматися як принизливі і викликати незрозумілість як для практикуючих медиків, так і для батьків. [2] [3] Австралійське соціологічне дослідження щодо людей, народжених з нетиповими статевими ознаками, опубліковане в 2016 році, показало, що 3% респондентів обирають термін "порушення статевого розвитку" або "ПСР" для визначення своїх статевих характеристик, тоді як 21% використовують цей термін лише при зверненні до лікарів. На відміну від цього, 60% використовували термін "інтерсекс" у певній формі для самоопису своїх статевих характеристик. [20] [21]
- Були запропоновані альтернативні терміни: Мілтон Даймонд запропонував використовувати "варіацію" [22] [23] або "різницю", [24] Елізабет Рейс запропонувала "дивергенцію"; [25] Ляо і Сіммондс пропонують "різноманітний статевий розвиток". [26]
- Оновлення заяви за 2016 рік з 2006 року свідчить, що "досі немає одностайного ставлення до показань, строків, процедури та оцінки результатів операції з ПСР і "немає доказів щодо впливу на осіб з ПСР, які отримували хірургічне лікування або не лікувались у дитинстві для особистості, батьків, суспільства або ризик стигматизації ". [27]
- У 2013 році Хуан Е. Мендес, спеціальний доповідач Організації Об'єднаних Націй з питань катувань та інших жорстоких, нелюдських або таких, що принижують гідність, поводжень чи покарань, засудив "безповоротне призначення статі, мимовільну стерилізацію, операцію з примусової нормалізації статевих органів, виконану без їх поінформованої згоди або згоди їх батьків, "намагаючись визначити свою стать", зазначивши, що "представники сексуальних меншин непропорційно зазнають тортур та інших форм жорстокого поводження, оскільки вони не відповідають соціально побудованим гендерним очікуванням".
- У травні 2014 року Всесвітня організація охорони здоров’я опублікувала спільну заяву про ліквідацію примусової та мимовільної стерилізації, Міжвідомчу заяву з УВКПЧ, ООН-Жінки, ЮНЕЙДС, ПРООН, ЮНФПА та ЮНІСЕФ. Посилаючись на мимовільну хірургічну "нормалізацію статі чи інші процедури" на "інтерсекс-особах", у звіті рекомендується цілий ряд керівних принципів лікування, включаючи забезпечення автономії пацієнта в ухваленні рішень, забезпечення недискримінації, відповідальності та доступу до засобів правового захисту. [28]

- Протягом 2015 року Рада Європи  та Міжамериканська комісія з прав людини  закликали переглянути медичний класифікатор, [5] [6] [7] припинити медичні втручання без згоди та покращити розкриття інформації.

- Агентство Європейського Союзу з основних прав [7] та ООН закликали до інформованої згоди осіб, які піддаються медичному лікуванню, покращенню розкриття інформації та доступу до відшкодування. [29] [30]

## Зовнішні посилання
- Вебсайт досліджень розладів статевого розвитку
- Accord Alliance
- YourChild: Disorders of Sex Development (DSD) Resources University of Michigan System Health.
- Статевий розвиток: огляд Анімація внутрішньоутробного розвитку статевих органів від Лікарні для хворих дітей, Торонто.
- Посібник для батьків
- Клінічні вказівки щодо управління розладами статевого розвитку в дитячому віці